# یواف‌سی ۳۲۰
یواف‌سی ۳۲۰: آنکالایف vs. پریرا ۲ (انگلیسی: UFC 320: Ankalaev vs. Pereira 2) یک رویداد هنرهای رزمی ترکیبی است که توسط یواف‌سی تهیه شده و در تاریخ ۴ اکتبر ۲۰۲۵ در تی-موبایل آرنا در پارادایس بخشی از لاس وگاس ولی ایالات متحده برگزار خواهد شد.

## زمینه
در ابتدا انتظار می‌رفت این رویداد در ۱۳ سپتامبر در گوادالاخارا مکزیک برگزار شود و به عنوان سومین رویداد سالانه "نوچه یواف‌سی" به مناسبت بزرگداشت روز استقلال مکزیک باشد. با این حال، به دلیل متوقف شدن ساخت ورزشگاه گوادالاخارا، این رویداد به سن آنتونیو، تگزاس منتقل شد و به یک شب مبارزه تغییر یافت. این تبلیغ یک هفته بعد اعلام کرد که این رویداد شماره گذاری شده به ماه اکتبر منتقل شده و در لاس وگاس برگزار خواهد شد.
قرار است مسابقه مجدد قهرمانی نیمه‌سنگینوزن بین قهرمان فعلی محمد آنکالایف و قهرمان سابق الکس پریرا (همچنین قهرمان سابق میان وزن UFC و قهرمان سابق میان وزن و نیمه سنگین وزن Glory) در صدر این رویداد قرار گیرد. آنها پیش از این در یواف‌سی ۳۱۳ با هم رقابت کردند که در آن آنکالایف با رأی متحد داوران، پریرا را شکست داد و قهرمان شد. انتظار می‌رود ییرژی پروخازکا قهرمان سابق (همچنین قهرمان فدراسیون مبارزه رایزین) که قرار است در این رویداد با خلیل رونتری رقیب سابق عنوان قهرمانی دیدار کند، به عنوان پشتیبان و جایگزین بالقوه برای این مبارزه عمل کند.
علاوه بر این، قرار است یک مبارزه قهرمانی خروس‌وزن بین مراب دوالیشویلی قهرمان فعلی و کوری سندهاگن مدعی سابق عنوان قهرمانی، به طور مشترک در صدر این رویداد قرار گیرد.

## مسابقات اعلام شده
- مبارزه ولتروزن: رامیز براهیماج در مقابل آستین وندرفورد[۹]
- مبارزه خروس‌وزن: پچی میکس در مقابل جیکوب ویکلاچ[۱۰]